# ترمودینامیک کلاسیک
ترمودینامیک کلاسیک شاخه‌ای از ترمودینامیک است که معمولاً سیستم‌ها را از روی خواص ماکروسکوپی آنها مورد بررسی قرار می‌دهد.

## دیدگاه میکروسکوپی ترمودینامیک کلاسیک
۲۲٫۴ لیتر گاز تک اتمی را در دمای ۲۷۳٫۱۵ کلوین و فشار یک اتمسفر(شرایطSTP) در نظر بگیرید. این گاز یک مول اتم گازی شکل داشته و دارای ‎۶٫۰۲۲×۱۰۲۳ اتم است.
برای مشخص کردن حالت این گاز از دیدگاه میکروسکوپی، باید مقادیر ۳ متغیر مختصاتی فضایی و ۳ متغیر سرعتی متناظر را مشخص کنیم. بنابراین ما با ‎۳۶٫۱۳۲×۱۰۲۳ مقدار متغیر سروکار خواهیم داشت.
حتی با یک کامپیوتر نیز انجام چنین محاسباتی وقت گیر است. بنابراین این دیدگاه در ترمودینامیک کلاسیک کاربد چندانی نداشته و بجای آن از ترمودینامیک آماری که بر پایهٔ مکانیک آماری استوار است، استفاده می‌شود.
برخی از کتابها این دیدگاه را جزو ترمودینامیک آماری به حساب می‌آورند.

## دیدگاه ماکروسکوپی ترمودینامیک کلاسیک
در این دیدگاه اثرات کلی یا متوسط ذرات در نظر گرفته شده و بر روی آنها بحث می‌شود. مثلاً فشار معیاری از سرعت متوسط ذرات گاز است.